# Aspen Island

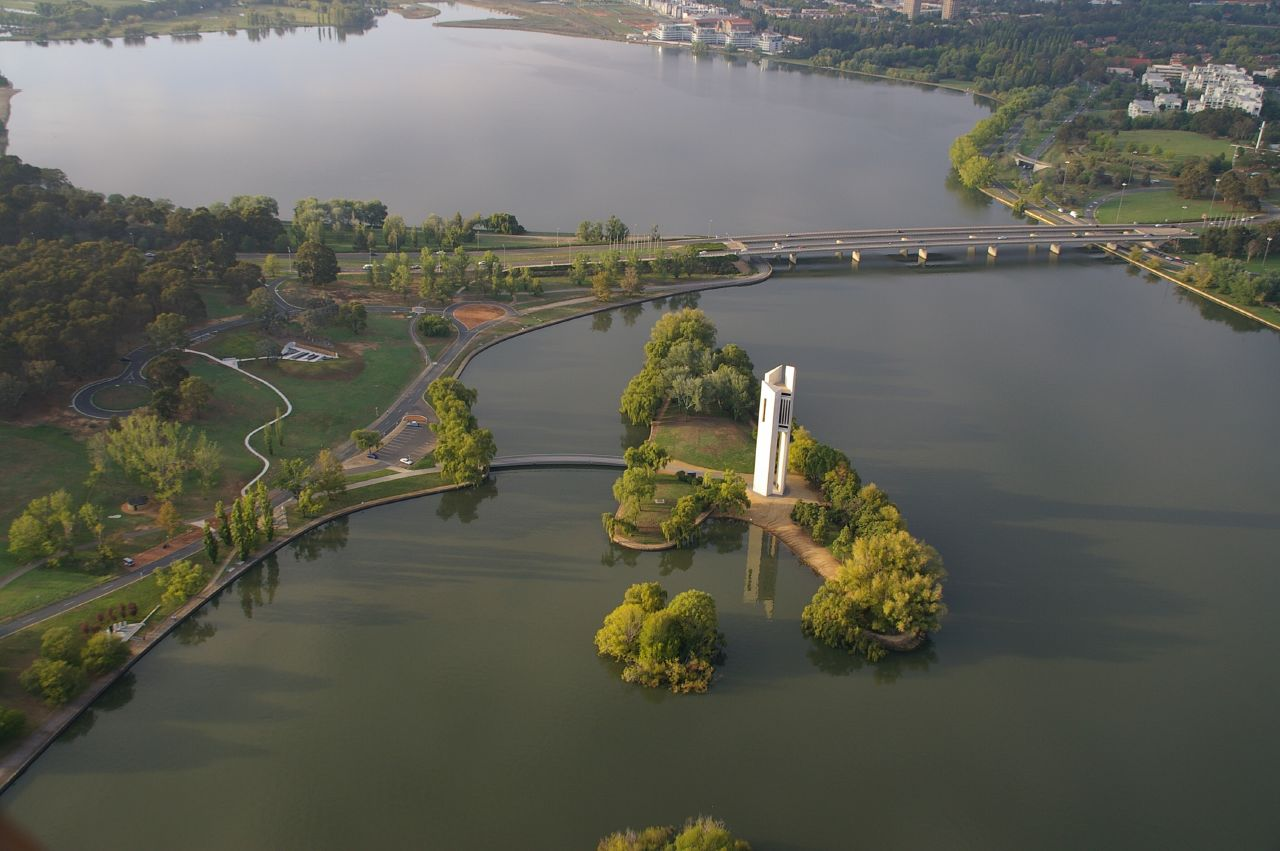
Flygfoto med Kings Avenue Bridge i bakgrunden.

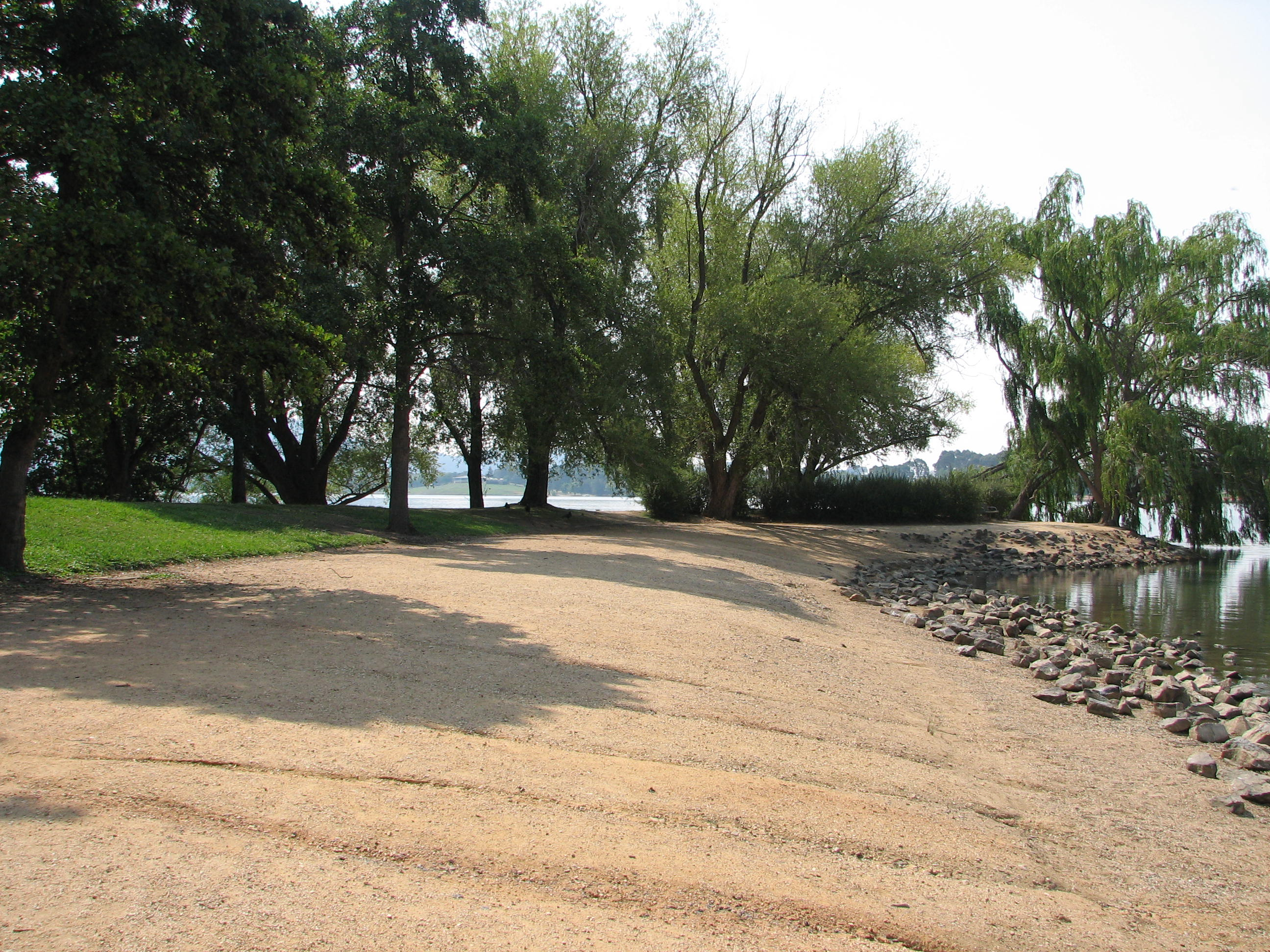
Den nordvästra änden av Aspen Island under sommaren.

Aspen Island är en konstgjord ö i centrala Canberra i Australien. Ön ligger i den konstgjorda sjön Lake Burley Griffin och är förbunden med fastlandet genom en gångbro uppkallad efter John Douglas Gordon, som spelade vid installationskonserten.